# 大内刈

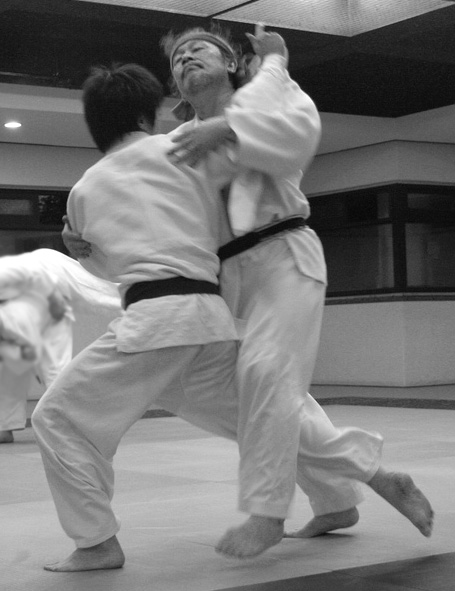
乱取り稽古で大内刈を試みる手前の柔道家

大内刈（おおうちがり）は、柔道の投げ技の足技21本の一つで刈り技の一種である。講道館や国際柔道連盟 (IJF) での正式名。IJF略号OUG。

## 概要
基本形は自分の足の外側で相手の脚の内側を刈り倒す技。右組の場合、前さばきで、体を相手の内ふところに入り、真後ろまたは左後ろすみに崩して内側から右足で相手の左脚を開かせるように大きく刈って倒す技。小内刈と同様に牽制や崩しに使うのに便利な技であるため、内股、大外刈、背負投などへの連携に使われることが多いが、単独で一本になるケースも多く見られる。なお、刈る足を相手の足に絡ませて同体となって後ろに倒れてしまうと禁止技の河津掛となり反則になってしまう。また、踏み込んだ時に体勢が斜めになっていると、小外刈や大内返で返されやすく、うまい人でも、この体制のまま技を決めるケースは少ない。基本は正面から正対し、前に踏み込む。うまい人も体勢を真横にするか、体勢が斜めでも技を掛けるときには、正面から正対する様に調整する。1948年の講道館機関誌『柔道』で玉嶺生は、相撲では内掛けになる旨述べている。
大内刈の防ぎ方としては、刈られようとされる脚の力を抜くことである。そうすることで上体に力が伝わらず、脚にだけ相手の力が伝わり、楽に堪えることが出来る。そのまま脚を解き外してもいいし、返し技を狙ってもいい。
大内刈への返し技としては大内返がある。また、大内刈をかわして、逆に大内刈をやり返した場合は、「大内刈」が記録される。

## 変化

### 大内巻込
大内巻込（おおうちまきこみ）は掛けた時に相手に重なる様に浴びせ倒す大内刈。

### 大内掛
大内掛（おおうちがけ）は相手の脚の内から足を引っかけ相手を後方に押し進んで刈り倒す大内刈。踏み込んだ際に、大外刈、大外落、小外刈、小外掛に比べると、遊びが出来てしまい、相手に反撃されやすい。1982年10月の講道館新技名称発表への検討中、試合で多用されているのでこの技を加える案があった。1954年7月発足の講道館技研究部投技研究部門の方針「新・旧五教にある投技の名称は、そのままとする」に反するとし大内刈に含めることとなった。名称の提唱者は工藤一三、大滝忠夫であった。別名大内落（おおうちおとし）。

### 脚取り大内
脚取り大内（あしとりおおうち）は脚を掛けないほうの相手の脚やその下穿きを持っての大内刈。柔道家の尾形源治は自著で脚を持たないほうの手は相手の前襟を四指を内に持ったほうが良いとしている。手技に分類している。
1948年の講道館機関誌『柔道』で玉嶺生は、相撲では三所攻めになる旨述べている。三所攻めはさらに相手の胸を頭で押している。
別名ワン・レッグ・ピックアップ、内刈落、片足取（かたあしどり）。柔道家の川石酒造之助は脚で相手の脚を刈らない朽木倒の方を「片足取」と呼んでいる。

### 文鎮刈
文鎮刈（ぶんちんがり）は小内刈のフェイントからの大内刈。戸塚派楊心流柔術の山本欽作の長男で柔道家の山本昇の得意技。

### 楔刈
楔刈（くさびがり）は右の払腰、大外刈、大車、足車などが仕掛けられてきた時、背後から相手の両脚の内側を大内刈の要領で相手の軸足の左脚を左脚で刈ったり、払ったりする返し技。柔道では禁止技である。同じ禁止技の河津掛と異なり、講道館柔道の技名称やIJF技名称には含まれていない。罰則は講道館柔道試合審判規定では警告または反則負け、国際柔道連盟試合審判規定では反則負けである。サンボやブラジリアン柔術では使用できる。柔道でも相手の軸足を内から止める楔止（くさびどめ）は許される。内から入れる脚の爪先を上げると効果的である。
1953年の書籍『柔道必携 審判の巻』に全文掲載された1951年5月4日改定の講道館柔道試合審判規定では楔刈の禁止は明記されていないが、同書内の「質疑応答」で禁止である旨、著者の工藤一三は回答している。規定の「禁止事項」にも「その他相手の体に危険を及ぼすようなこと。」とは記載してある。1955年5月6日改正の講道館柔道試合審判規定で楔刈の禁止は明記された。
1982年の「講道館柔道の投技の名称」制定に向けて講道館では新名称の候補に挙がったが試合審判規定で禁止されているので、採用されなかった。

## 事件・事故
2024年7月の京都市で、7月1日に伏見区にある警察学校で訓練の中の乱取りで、4月に入校したばかりの23歳の女性巡査が大内刈をかけられ倒れて後頭部を強く打ち、意識不明の重体となり、7月13日に死亡。乱取りの相手も同じ20代女性巡査で初心者同士で、体格に大きな差はなく、ヘッドキャップを着用し頭部を保護していたという。訓練参加者は約50人、指導は教官3人であった。